# Text
Text je v lingvistice spojitý jazykový útvar, který se uplatňuje v komunikaci jako komplexní jednotka sdělování. Označuje uskupení slov, které dohromady tvoří nějakou výpověď. Pojem se obvykle používá pro psané výpovědi delšího rozsahu (odstavec), lze jej ovšem užít i pro mluvený jazykový projev nebo i krátké výpovědi. Knihy jsou označovány jako umělecké texty, novinové články jako publicistické texty, atd.
Text má následující vlastnosti:
- komplexnost: skládá se z menších částí (vět),
- spojitost, koherenci: jeho jednotky (věty) jsou navzájem propojeny, je mezi nimi zřejmá souvislost,
- funkčnost, informativnost: je tvořen se záměrem, kterým chce autor působit na adresáta,
- organizovanost: jeho jednotky jsou uspořádány podle vzájemných souvislostí,
- zapojení do kontextu a komunikační situace: text je postaven tak, aby mu adresáti porozuměli.

Je jasné, že některé z těchto vlastností textu mohou být záměrně nebo nedopatřením porušeny.

## Pojemtextv dalších oborech

### Informatika
V informatice se jedná o odborný technický pojem, kterým je označen zvláštní datový typ (běžnější je string nebo řetězec) nebo datový formát. Text je cokoliv, co je uloženo v textovém formátu (t.j. přímo v textových znacích, kódovaných např. v ASCII, ANSI, Unicode, UTF-8, …), a to i v případě, že daný textový řetězec (posloupnost znaků) nedává žádný smysl v žádném přirozeném ani formálním jazyce, a dokonce i v případě, že délka textu je nulová (0 znaků). Podstatný je zde typ nebo formát, kde pevnému počtu bajtů (počítačových slov) odpovídá vždy konkrétní znak dané abecedy.
Text (dle jazykovědy, tj. posloupnost slov, nesoucí význam) nakreslený v obrázku (tj. např. vyfotografovaná cedule s nápisem) není z pohledu informatiky „prostým textem“ (anglicky plain text), neboť „z pohledu počítače“ se již nejedná o soubor písmen, ale o binární data grafických objektů (různě barevné body, křivky, …) respektive se jedná o datový typ nebo formát, jenž není z hlediska informatiky považován za textový. V tomto formátu text není zakódován po jednotlivých znacích dané abecedy v daném počtu bajtů.
Nicméně, dekódování původního textu z různých grafických netextových formátů je dnes běžně možné pomocí specializovaného software, např. pomocí OCR programů s relativně vysokou mírou přesnosti.
Výhoda textového formátu, obvykle v porovnání s binárním, je, že je lidsky a strojově čitatelný (vyhledávání), editovatelný běžnými editory (XML) a přenositelný po síti (uuencode). Nevýhoda je, že je delší - paměťově náročnější.

### Programování
- V jazyku Pascal je text jedním ze souborových typů (datový typ pro textový soubor s přístupem po bitových slovech nebo řádcích)
- V SQL jazycích je text datový typ pro uložení položky neomezené velikosti (omezené pouze konkrétní implementací SQL serveru), která má být prezentována jako sekvence znaků. Podobu znaků určuje kódová stránka, která je nedílnou součástí definice datového typu.

### Typografie
V typografii se jedná o stupeň výšky písma :
Jeden text = 7,52 mm = 20 typografických bodů